# 新疆大学駅
新疆大学駅（しんきょうだいがくえき、中文表記: 新疆大学站、ウイグル語表記:  شىنجاڭ داشۆ بېكىتى）は、中華人民共和国新疆ウイグル自治区ウルムチ市天山区に位置するウルムチ地下鉄1号線の駅である。

## 沿革
- 2019年6月28日：開業[1]。

## 隣の駅
ウルムチ地下鉄
■1号線
三屯碑駅 - 新疆大学駅 - 二道橋駅